# Svenskhuset

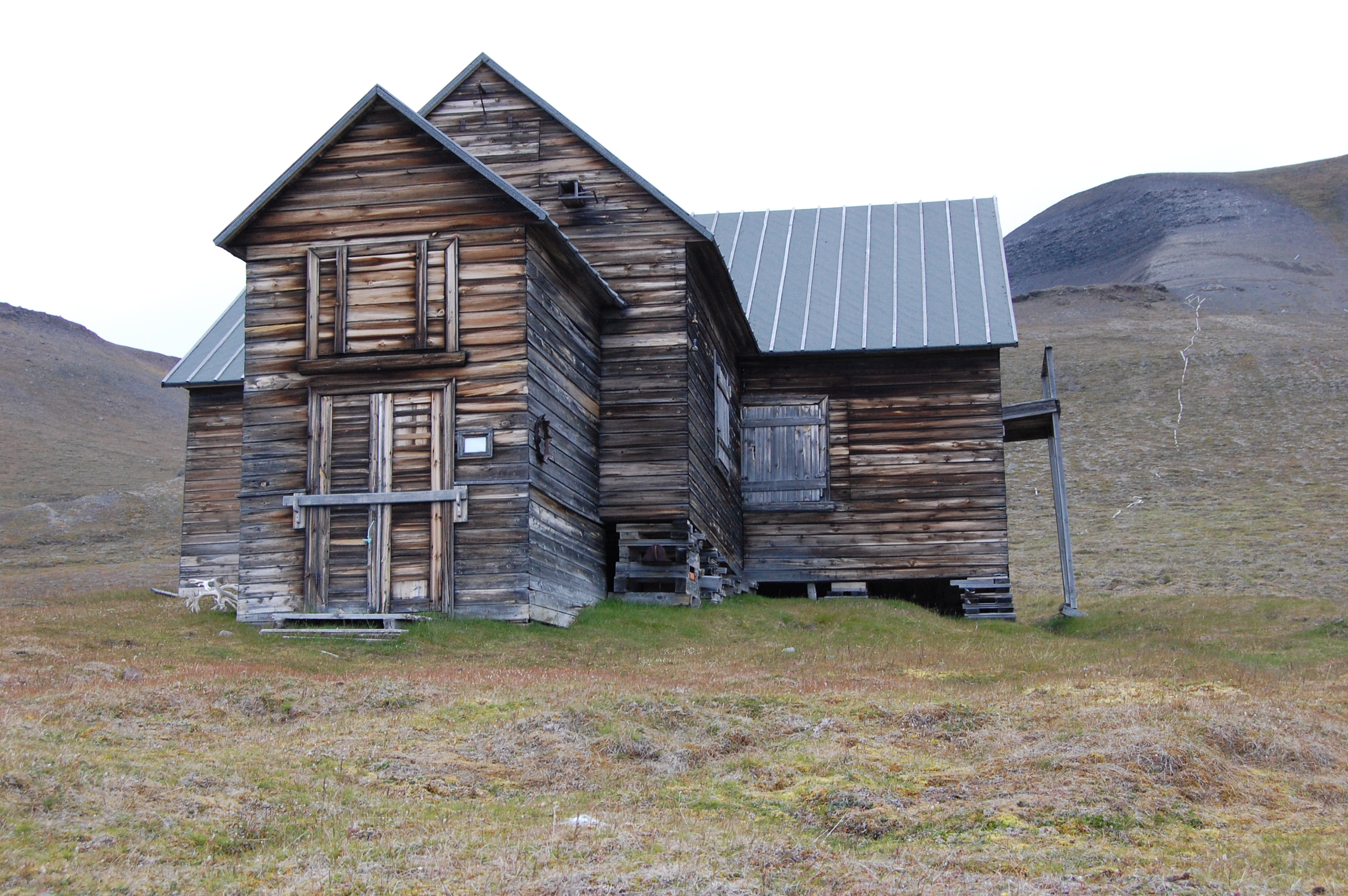
Svenskhuset auf Spitzbergen (2010)

Das Svenskhuset (auch Svenskehuset, deutsch Schwedisches Haus) ist eines der ältesten erhaltenen Gebäude Spitzbergens und eng verknüpft mit der Geschichte der wissenschaftlichen Erkundung und wirtschaftlichen Ausbeutung des Archipels im 19. Jahrhundert. Es steht als „historisch-archäologische Stätte“ unter Denkmalschutz.

## Bau des Svenskhuset

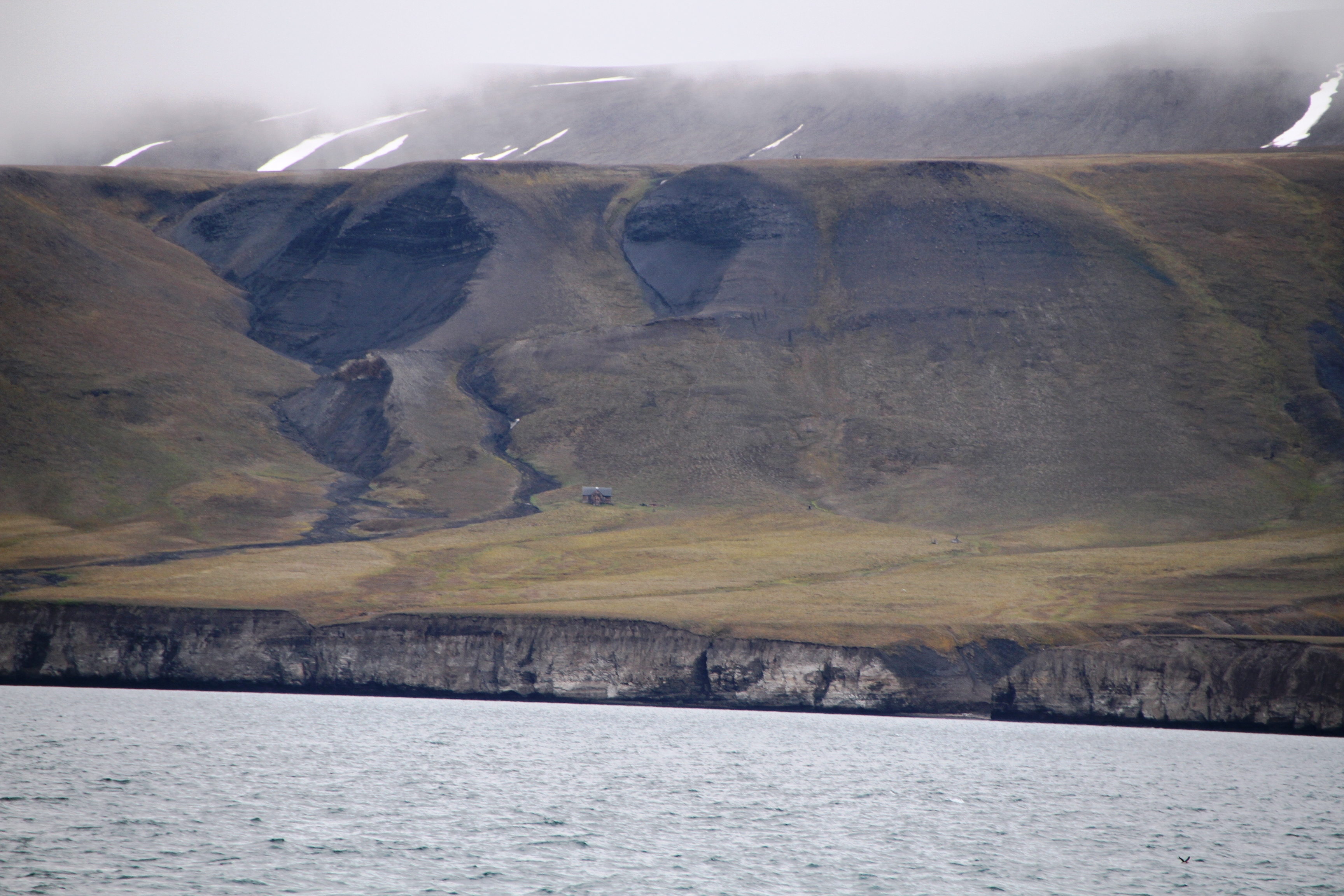
Lage des Svenskhuset am Kap Thordsen

1864 fand der finnlandschwedische Polarforscher Adolf Erik Nordenskiöld am Kap Thordsen am Isfjorden Phosphorit. Auf seine Initiative wurde die Aktiengesellschaft AB Isfjorden gegründet, an der er selbst Anteile hielt. Unternehmensziele der Gesellschaft waren der Abbau des Phosphorits und seine Verarbeitung zu Düngemittel. Als erstes Gebäude der künftigen Bergarbeitersiedlung errichtete der Bergingenieur Per Öberg (1842–1934) 1872 am Kap Thordsen das – heute Svenskhuset genannte – zweistöckige Haus, das in Göteborg vorgefertigt worden war. Es steht 700 m vom Ufer des Isfjorden entfernt auf einem Plateau, das zum Strand 30 m steil abfällt. Zur Überwindung des Kliffs gab es eine Materialseilbahn und eine Treppe mit Geländer. Das Haus wurde komplett eingerichtet und mit Proviant und Brennmaterial versorgt. Mit dem Abbau des Phosphorits wurde aber niemals begonnen.

## Die Tragödie von 1872/73

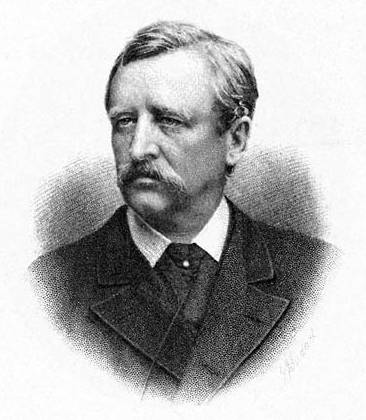
Adolf Erik Nordenskiöld

Im Herbst 1872 waren vor Velkomstpynten und Gråhuken im Norden der Insel Spitzbergen sechs Schiffe norwegischer Robbenjäger vom Eis eingeschlossen. Da die Nahrung zum Überwintern nicht ausreichte, ging eine Abordnung ca. 50 km über das Eis zu Nordenskiöld, der zur selben Zeit eine Expedition auf der anderen Seite des Wijdefjords leitete, und bat ihn um Hilfe. Nordenskiöld besaß jedoch nicht die Mittel, alle Jäger zu versorgen. Daraufhin wurde vereinbart, dass sich einige der Männer zum Svenskhuset aufmachen sollten, wo – wie Nordenskiöld wusste – ausreichend Essen, Kohle und Gerätschaften lagerten. 17 Männer ohne eigene Familie wurden ausgewählt und mit Ruderbooten ausgesetzt. Für die 350 Kilometer lange Reise benötigte die Crew sieben Tage und erreichte ihr Ziel am 14. Oktober 1872. Anfang November brach ein schwerer Sturm das Eis am Velkomstpynten auf, so dass 38 Robbenfänger auf den zwei befreiten Schiffen Pepita und Jacobine entkommen konnten. Nur der erfahrene Skipper Johan Mattilas Johannesen blieb mit dem jungen Gabriel Anderssen bei den weiterhin am Gråhuken eingefrorenen Schiffen. Sie wohnten an der Küste in einer notdürftigen Behausung aus zwei umgestürzten Booten und Segeltuch. Beide starben an Skorbut und wurden von Nordenskiöld im Sommer 1873 beerdigt.
Es gab drei vergebliche Versuche, die Männer im Svenskhuset aus ihrer Misere zu befreien. Am 21. November lief das Dampfschiff Albert in Hammerfest aus, kehrte aber am 14. Dezember zurück, ohne Erfolg gehabt zu haben. Ebenso scheiterte die Isbjørn Anfang Januar 1873. Der dritte Versuch wurde von der Bremer Reederei Rosenthal unternommen. Sie rüstete den Schraubendampfer Groenland aus, der Kristiansand geführt von Kapitän Jacob Melsom (1824–1873) am 28. Januar verließ, am 7. März aber bei Alkhornet am Eingang des Isfjorden abdrehen musste. Erst im Juni 1873 erreichte Ole Barth Tellefsen (1836–1906) mit der Elida das Svenskhuset. Er fand außerhalb des Hauses fünf Leichen, die in eine Persenning eingewickelt waren. An der von innen verschlossenen Tür hing eine Nachricht, die vor dem Betreten warnte. Im Hausinneren lagen vier Leichen verstreut auf Stühlen, Betten und im Flur, sechs weitere in einem Nebenraum. Insgesamt wurden von der Expedition 15 Leichen gefunden, die nach draußen gebracht und in einem Grabbett beerdigt wurden. Zwei weitere Leichen in einem Doppelgrab wurden einige Jahre später von einer Forschergruppe entdeckt. Einer der Robbenjäger, Carl Albrigtsen, hatte während seines Aufenthaltes im Haus ein Tagebuch geführt. Der erste Hinweis auf eine Krankheit findet sich in der Eintragung vom 9. Dezember. Kurz vor Weihnachten waren fast alle Männer im Haus krank. Die ersten beiden starben am 19. Januar 1873 und wurden von den anderen begraben. Der letzte Tagebucheintrag Albrigtsens ist für den 19. April 1873 verzeichnet. Darunter findet sich ein unverständlicher Eintrag in einer anderen Handschrift.
Eine beachtliche Menge an übriggebliebenen Essensvorräten und Heizmaterial schloss die Möglichkeit aus, dass der Tod der Männer auf Unterernährung oder Unterkühlung zurückzuführen war. Es wurde deshalb lange Zeit angenommen, dass sie an Skorbut starben, einer Vitamin-C-Mangelkrankheit, die in den Polargebieten weit verbreitet ist. Allerdings hatte Axel Envall, Nordenskiölds Arzt, die Robbenfänger vor ihrer Abreise über die Gefahren dieser Krankheit und die notwendigen Vorsorgemaßnahmen aufgeklärt. Deshalb wurde ihnen der Vorwurf gemacht, ignorant gewesen zu sein und fahrlässig gehandelt zu haben.
In den 1990er Jahren kamen Zweifel daran auf, dass die Männer im Svenskhuset tatsächlich an Skorbut gestorben seien. Der Anthropologe Owen Beattie (* 1949) hatte in den 1980er Jahren nachgewiesen, dass die größte Katastrophe der Polarforschung, der Untergang der Franklin-Expedition in den Jahren 1845 bis 1848, auch auf eine Bleivergiftung zurückzuführen war, die sich die Teilnehmer durch den Verzehr von Konservennahrung zugezogen hatten. Frühe Konservendosen, die im 19. Jahrhundert für Nahrungsmittel gebräuchlich waren, bestanden aus verzinntem Eisenblech, das um eine zylindrische Form gebogen wurde, wobei die Enden etwas überlappten. Die Naht wurde innen und außen verlötet, wobei der Bleianteil des Lots bis zu 50 % betragen konnte.
2007 beantragten der Arzt Ulf Aasebø und der Historiker Kjell Kjær eine Genehmigung zum Öffnen der Gräber, um die Todesursache der Opfer zu ergründen. Sie hegten den Verdacht, dass die Robbenjäger wie die Teilnehmer der Franklin-Expedition an Bleivergiftung und nicht an Skorbut gestorben waren. Zunächst wurde der Antrag von der norwegischen Denkmalschutzbehörde Riksantikvaren abgelehnt, aber nachdem genauere Angaben zum wissenschaftlichen Zweck und zur methodischen Verfahrensweise gemacht wurden, stellte die Behörde die Genehmigung im Juli 2008 aus.
Die Forscher hielten sich vom 7. bis 9. August 2008 am Kap Thordsen auf. Im Gemeinschaftsgrab wurden gefrorene Leichen gefunden. Die Körper waren so gut konserviert, dass es die Expedition unterließ, sie weiter zu untersuchen. Sowohl die Genehmigung als auch ethische Bedenken ließen es nicht zu, Proben zu entnehmen. Diese wurden stattdessen aus den skelettierten Überresten der zwei in einem flachen Doppelgrab beerdigten Männer entnommen. An den Knochen waren keine typischen Spuren des Skorbut erkennbar. Auch Botulismus konnte als Todesursache ausgeschlossen werden. Dagegen fanden die Forscher eine deutlich erhöhte Bleikonzentration in der Knochensubstanz. An den im Umfeld des Hauses zahlreich gefundenen Konservendosen war die innere Lötnaht klar ausgeprägt. „Viele Dosen hatten „Eiszapfen“ von Lötmittel an den Seiten.“ Aasebø und Kjær kamen deshalb zu dem Schluss, dass eine akute Bleivergiftung als wahrscheinlichste Ursache der Tragödie im Svenskhuset angenommen werden muss. Die Befunde entkräfteten den Verdacht, die Männer hätten fahrlässig gehandelt. Laut Kjær half die wissenschaftliche Expedition, postum die Reputation der Männer wiederherzustellen.

## Forschungsstation im Ersten Internationalen Polarjahr 1882/83

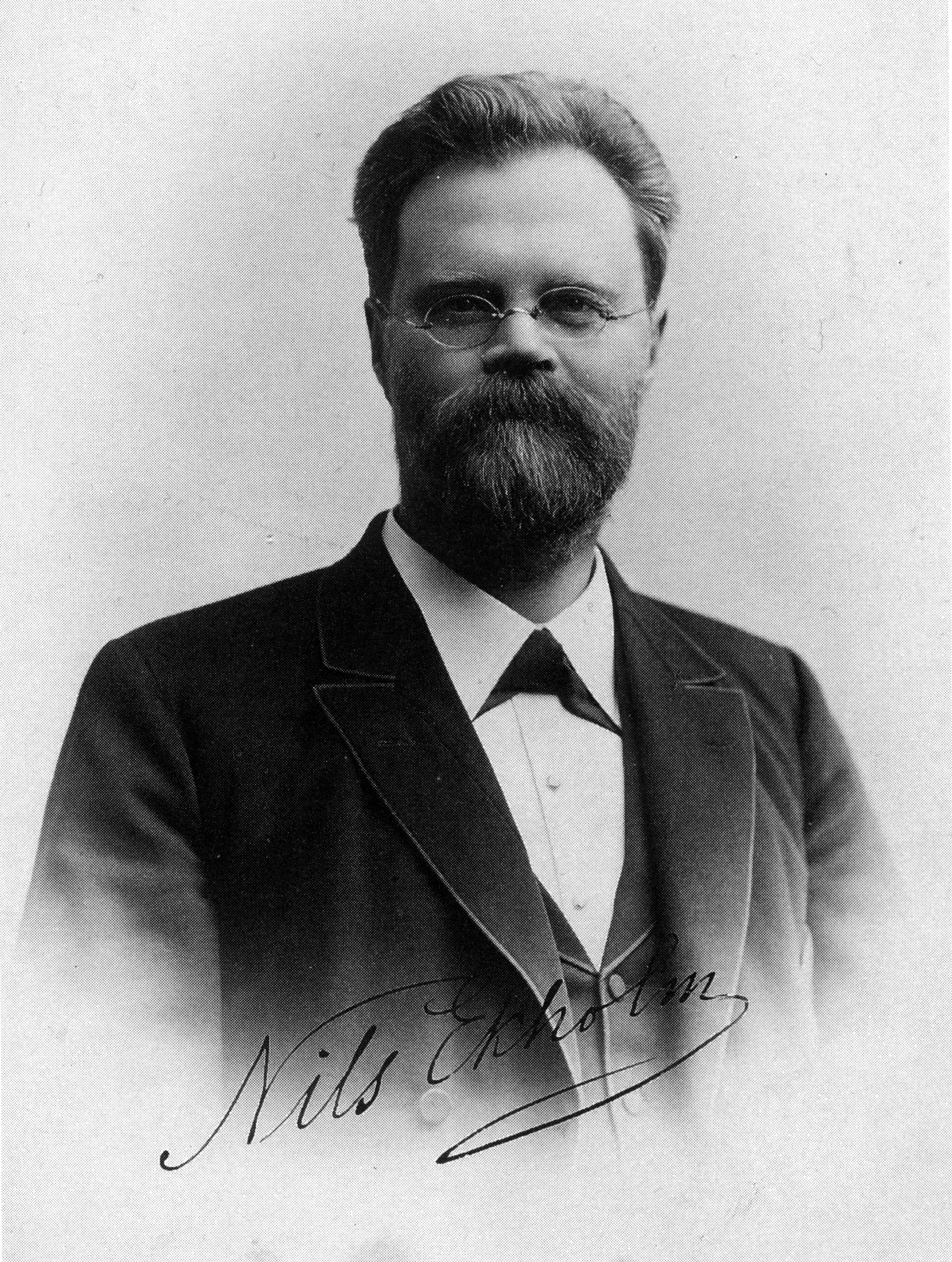
Nils Gustaf Ekholm

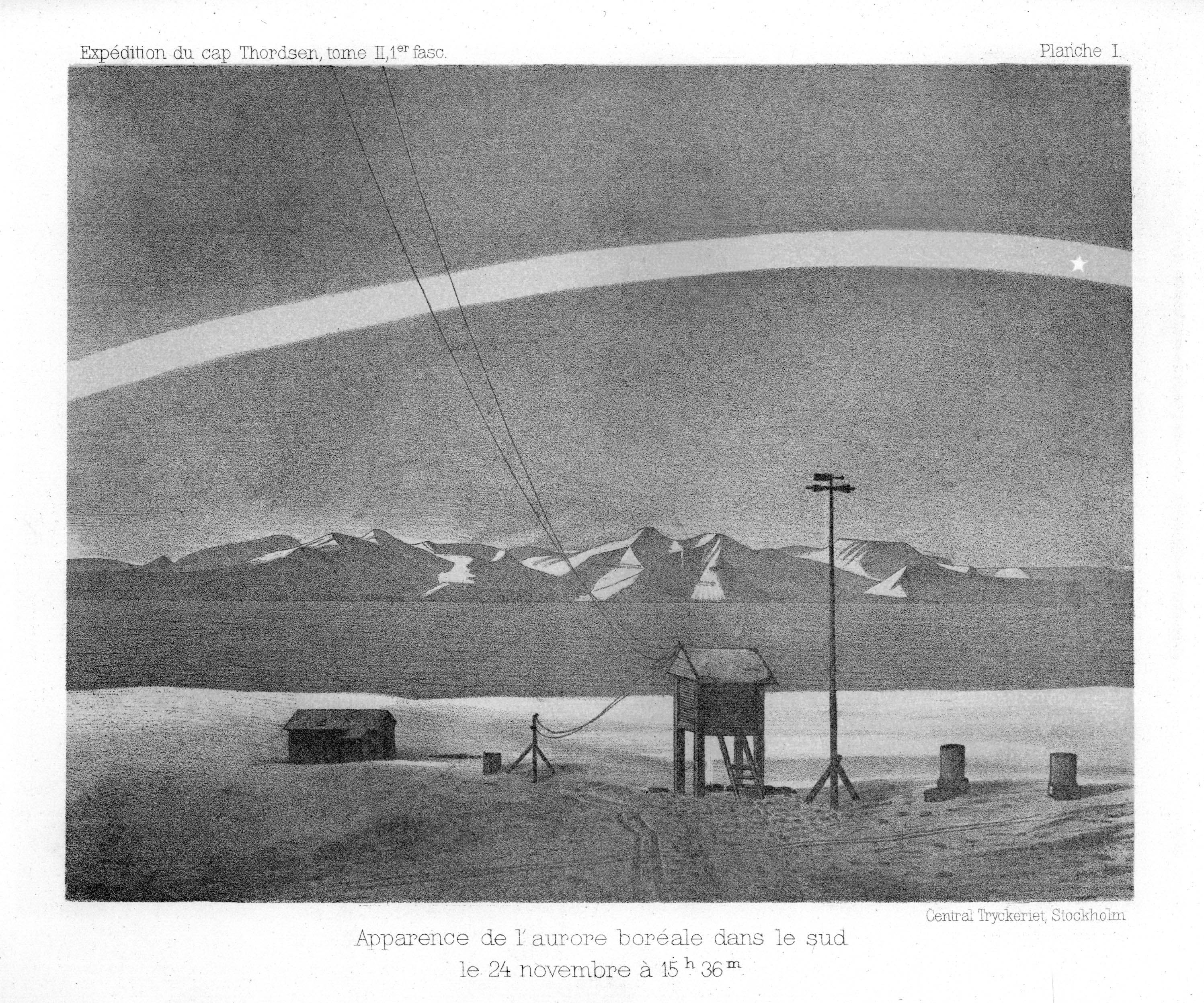
Polarlicht über dem Svenskhuset, 1882

Auf Anregung Carl Weyprechts kamen die Polarforschung betreibenden Nationen überein, zwischen dem 1. August 1882 und dem 31. August 1883 koordinierte wissenschaftliche Beobachtungen, vor allem auf den Gebieten der Meteorologie und des Erdmagnetismus, vorzunehmen. Dazu wurden zwölf Forschungsstationen in der Arktis und zwei in der Subantarktis eingerichtet. Schweden beschloss, seine Station auf Spitzbergen zu betreiben und damit die durch Torell und Nordenskiöld begründete Tradition fortzusetzen. Die vom Meteorologen Nils Ekholm geleitete Expedition wollte das 1872 von Nordenskiöld an der Mosselbukta am Liefdefjorden errichtete Haus nutzen, die schwierigen Eisverhältnisse des Sommers 1882 hinderten die Schiffe Urd und Verdande aber am Erreichen ihres Ziels. Als Ausweichlösung bezogen die Wissenschaftler das Svenskhuset, das sich zehn Jahre nach seinem Bau noch in gutem Zustand befand.
Unter der Leitung des Ingenieurs Salomon August Andrée, der 1896/97 durch seinen Versuch, den Nordpol mit dem Ballon zu erreichen, berühmt wurde, wurden einige Umbauten am Gebäude ausgeführt. Der Dachboden wurde ausgebaut und diente als Schlafraum für die Assistenten. Zusätzlich zur vorhandenen Außentreppe wurde er innen über eine Treppe mit der Küche verbunden. Auf der Südseite wurde durch einen Anbau ein zusätzlicher Raum mit Veranda geschaffen. Als Nebengebäude wurden ein Schweinestall, ein Taubenhaus, ein Pulverlager, eine Thermometerhütte, eine Hütte für erdmagnetische Beobachtungen und ein kleines Observatorium errichtet. Die Trasse der Materialseilbahn wurde bis zum Svenskhuset verlängert.
Vom 21. Juli 1882 bis zum 25. August 1883 arbeiteten sechs Wissenschaftler, neben Ekholm und Andrée der Fotograf Vilhelm Carlheim-Gyllenskiöld (1859–1934), der auch die Polarlichtbeobachtungen vornahm, der Arzt Richard Henrik Albert Gyllencreutz (1850–1914), der Geophysiker Emil Otto Solander (1858–1933), der für die erdmagnetischen Messungen verantwortlich war, und der Topograf Leutnant Henrik Allan Stjernspetz (1850–1920) sowie sechs Assistenten auf der Station. Der Untergrund aus einer etwa zwei Meter dicken, mit Moos bewachsenen Lehmschicht, die von gefrorenem Wasser durchsetzt war, bereitete beim Aufstellen der wissenschaftlichen Geräte einige Schwierigkeiten. Es dauerte deshalb bis zum Januar, bis alle Messinstrumente installiert waren.
Der Tagesablauf der Expeditionsteilnehmer war durch die regelmäßigen, im Sechs-Stunden-Rhythmus vorgenommenen Beobachtungen strukturiert. Die Freizeit wurde mit Jagdausflügen, Spaziergängen, Kartenspielen und Billard verbracht. Zudem verfügte die Expedition über eine gut ausgestattete Bibliothek, und jeder Anlass zum Feiern wurde wahrgenommen. Im November wurde die Sauna in Betrieb genommen und wöchentlich benutzt. Gyllencreutz sorgte für eine abwechslungsreiche Ernährung aus getrockneten Lebensmitteln, frischem Schweine- und Rentierfleisch, gejagten Vögeln und mehr als 600 gesammelten Eiern. In einem kleinen Garten ließ man mit mäßigem Erfolg einige Kräuter wachsen. Mit dem regelmäßigen Genuss von Zitronensaft, Marmelade, Trockenfrüchten und anderem wurde dem Skorbut erfolgreich vorgebeugt.
Die schwedische Expedition zum Kap Thordsen gilt als eine der ergebnisreichsten des Ersten Internationalen Polarjahrs. Ihr Standort war der zweitnördlichste aller betriebenen Stationen.

## Das Svenskhuset heute
Das Svenskhuset ist das einzige auf Spitzbergen erhaltene große Haus aus dem 19. Jahrhundert und das zweitälteste erhaltene Gebäude der Inselgruppe. Alle Nebengebäude mit Ausnahme des Observatoriums sind verfallen. Von der Seilbahn und der Treppe am Kliff findet man nur noch Spuren. 1982 wurde das Svenskhuset saniert, und auch in den Folgejahren wurden regelmäßig Reparaturarbeiten ausgeführt. Das Haus steht heute als historisch-archäologische Stätte im Nordre-Isfjorden-Nationalpark unter Denkmalschutz.